# Gustaf Elgenstierna
Gustaf Magnus Elgenstierna, né le 26 août 1871 à Klovsten dans la paroisse de Västra Vingåkers en Södermanland, mort le 21 mars 1948 à Lidingö, était un fonctionnaire des postes et généalogiste suédois.

## Biographie
Gustaf Elgenstierna est né de Carl Elgenstierna et d'Evelina Petersohn. Il a épousé Clara Sandberg, fille du receveur des postes Gustav Sandberg et d'Ida Stjerncreutz, en 1908.
Elgenstierna devient étudiant en 1891, maître de poste en 1902, premier maître de poste en 1915 et contrôleur à l'Office général des postes de 1919 à 1937. Il est commissaire aux ventes de livres à Stockholm de 1906 à 1911, membre du conseil d'administration de l'Association de la noblesse suédoise en 1924, membre correspondant de la Société de l'Association danoise et norvégienne de généalogie et d'histoire personnelle en 1924, membre de la Société généalogique de Finlande en 1928, membre de la Société royale pour la publication de manuscrits sur l'histoire scandinave en 1927, et devient membre honoraire de la Société de l'Association danoise de généalogie et d'histoire personnelle en 1937.
Elgenstierna est l'un des généalogistes et éditeurs de publications généalogiques et biographiques les plus renommés de Suède. Il a publié Köpings stads tjänstemän 1605-1905 (dans la série « Skrifter utgifna af Personhistoriska Samfundet », 1907) et plusieurs autres publications plus modestes et articles de journaux dans Personhistorisk tidskrift. Il a également lancé et édité le Calendrier généalogique suédois de 1911 à 1944. De 1938 à sa mort, il a été l'éditeur du calendrier de la noblesse publié par l'association Riddarhuset.
Elgenstierna a été fait chevalier de l'Ordre de Vasa en 1929 et de l'Ordre de l'Étoile polaire en 1936. Il est enterré au cimetière de Södra, dans la paroisse de Nora Bergslag.
Aujourd'hui, le nom d'Elgenstierna est presque synonyme de l'édition des tablettes héréditaires de la noblesse qu'il a publiée entre 1925 et 1936 : Den introducerade svenska adelns ättartavlor i 9 volumes.

## Distinctions
- Chevalier de l'ordre de Vasa
- Chevalier de l'ordre royal de l'Étoile polaire